# Кат Денингс
Катрин Литуак (на английски: Katherine Litwack), по-известна като Кат Денингс (на английски: Kat Dennings), е американска актриса. Известна е най-вече с ролята си на Макс Блек в ситкома „Без пукната пара“, където си партнира с Бет Берс. Участва и във филмите „40-годишен девственик“, „Гадже за 5 минути“, „Флиртология“ и „Тор: Богът на гръмотевиците“.

## Детство
Родена е в Брин Мар в еврейско семейство. Майка ѝ Елън е поетеса и логопед. Баща ѝ Джералд е молекулярен фармаколог и университетски преподавател. Денингс е най-малкото от пет деца.
Денингс е с домашно обучение. Завършва гимназия още на 14-годишна възраст. Премества се в Ел Ей, за да се концентрира изцяло върху актьорската си кариера. Избира псевдонима Денингс в ранна възраст. В списание „Интервю“ тя споделя, че първоначално родителите ѝ са намирали идеята да стане актриса като ужасяваща.

## Филмография
| Година | Заглавие                    | Роля             | Бележки |
| ------ | --------------------------- | ---------------- | ------- |
| 2005   | 40-годишен девственик       | Марла Пиедмънт   |         |
| 2005   | В долината                  | Ейприл           |         |
| 2006   | Агент ХХL 2                 | Моли Фулър       |         |
| 2008   | Флиртология                 | Мона             |         |
| 2008   | Гадже за 5 минути           | Нора Силвърбърг  |         |
| 2010   | Daydream Nation             | Керълайн Уекслър |         |
| 2011   | Тор: Богът на гръмотевиците | Дарси Луис       |         |
| 2013   | Тор: Светът на мрака        | Дарси Луис       |         |
| 2014   | Suburban Gothic             | Бека             |         |
| 2015   | To Write Love on Her Arms   | Рене Йое         |         |